# Edward Francis Kelly
Edward Francis Kelly MSC (ur. 22 marca 1917 w Wellington, zm. 2 września 1994) – australijski duchowny rzymskokatolicki, członek zgromadzenia Misjonarzy Najświętszego Serca Chrystusowego, w latach 1976–1992 biskup diecezjalny Toowoomby.

## Życiorys
12 kwietnia 1942 przyjął święcenia kapłańskie jako członek zgromadzenia Misjonarzy Najświętszego Serca Chrystusowego, udzielił ich mu Norman Thomas Gilroy, ówczesny arcybiskup metropolita Sydney. 6 lutego 1969 papież Paweł VI powołał go na urząd biskupa pomocniczego Sydney ze stolicą tytularną Ficus. Sakry udzielił mu 25 marca 1969 Norman Thomas Gilroy, wówczas będący już kardynałem. 19 grudnia 1975 został mianowany biskupem diecezjalnym Toowoomby w stanie Queensland. Jego ingres odbył się 11 lutego 1976. 20 listopada 1992 przeszedł na emeryturę. Zmarł 2 września 1994 w wieku 77 lat.